# Кришковиці
Кришковиці (пол. Kryszkowice) — село в Польщі, у гміні Вежбінек Конінського повіту Великопольського воєводства.
Населення — 371 особа (2011).
У 1975-1998 роках село належало до Конінського воєводства.

## Демографія
Демографічна структура станом на 31 березня 2011 року:
|          | Загалом | Допрацездатний вік | Працездатний вік | Постпрацездатний вік |
| -------- | ------- | ------------------ | ---------------- | -------------------- |
| Чоловіки | 184     | 45                 | 126              | 13                   |
| Жінки    | 187     | 41                 | 108              | 38                   |
| Разом    | 371     | 86                 | 234              | 51                   |